# Dillon (Montana)
Dillon è una città degli Stati Uniti d'America situata nel Montana, nella contea di Beaverhead.